# خانه‌های بریم شماره ۲۳۰
خانه‌های بریم شماره ۲۳۰ مربوط به دوره پهلوی دوم است و در آبادان، منطقه مسکونی بریم، پلاک ۲۳۰ واقع شده و این اثر در تاریخ ۳۰ بهمن ۱۳۸۶ با شمارهٔ ثبت ۲۱۲۰۸ به‌عنوان یکی از آثار ملی ایران به ثبت رسیده است.